# Gerygone chrysogaster
A Gerygone chrysogaster a madarak osztályának verébalakúak (Passeriformes) rendjébe és az ausztrálposzáta-félék (Acanthizidae) családjába tartozó faj. A családot egyes szervezetek a gyémántmadárfélék (Pardalotidae) családjának, Acanthizinae alcsaládjáként sorolják be.

## Rendszerezése
A fajt George Robert Gray angol zoológus írta le 1858-ban.

## Alfajai
- Gerygone chrysogaster chrysogaster G. R. Gray, 1858
- Gerygone chrysogaster dohertyi Rothschild & Hartert, 1903
- Gerygone chrysogaster leucothorax Mayr, 1940
- Gerygone chrysogaster neglecta Wallace, 1865
- Gerygone chrysogaster notata Salvadori, 1878[1]

## Előfordulása
Új-Guinea szigetén, Indonézia és Pápua Új-Guinea területén honos. A természetes szubtrópusi és trópusi síkvidéki esőerdők.

## Megjelenése
Testhossza 10 centiméter.

## Életmódja
Rovarokkal táplálkozik.